# Ferrari F12berlinetta
Ferrari F12berlinetta – samochód sportowy klasy wyższej produkowany pod włoską marką Ferrari w latach 2012–2017.

## Historia i opis modelu

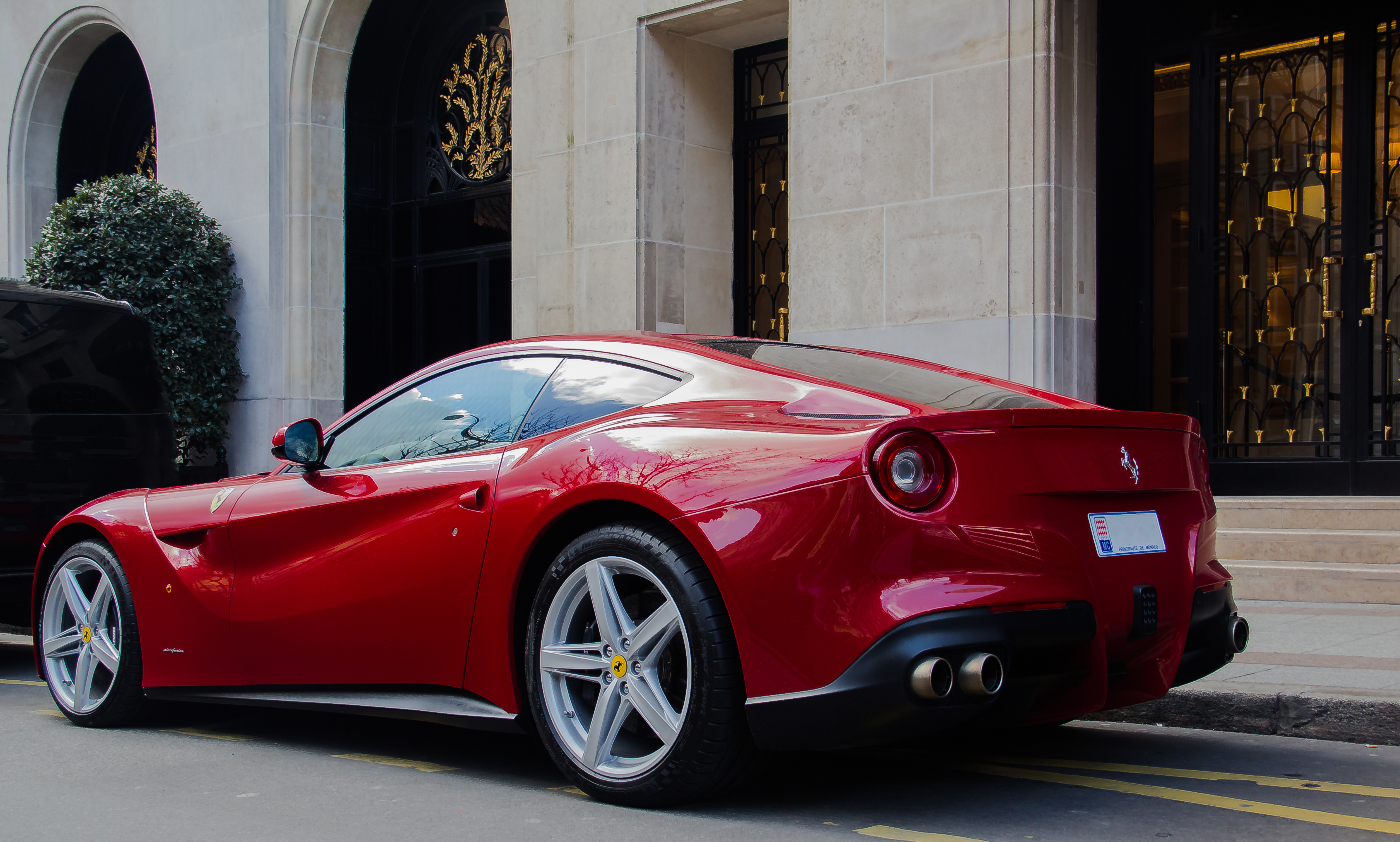
Ferrari F12berlinetta - tył

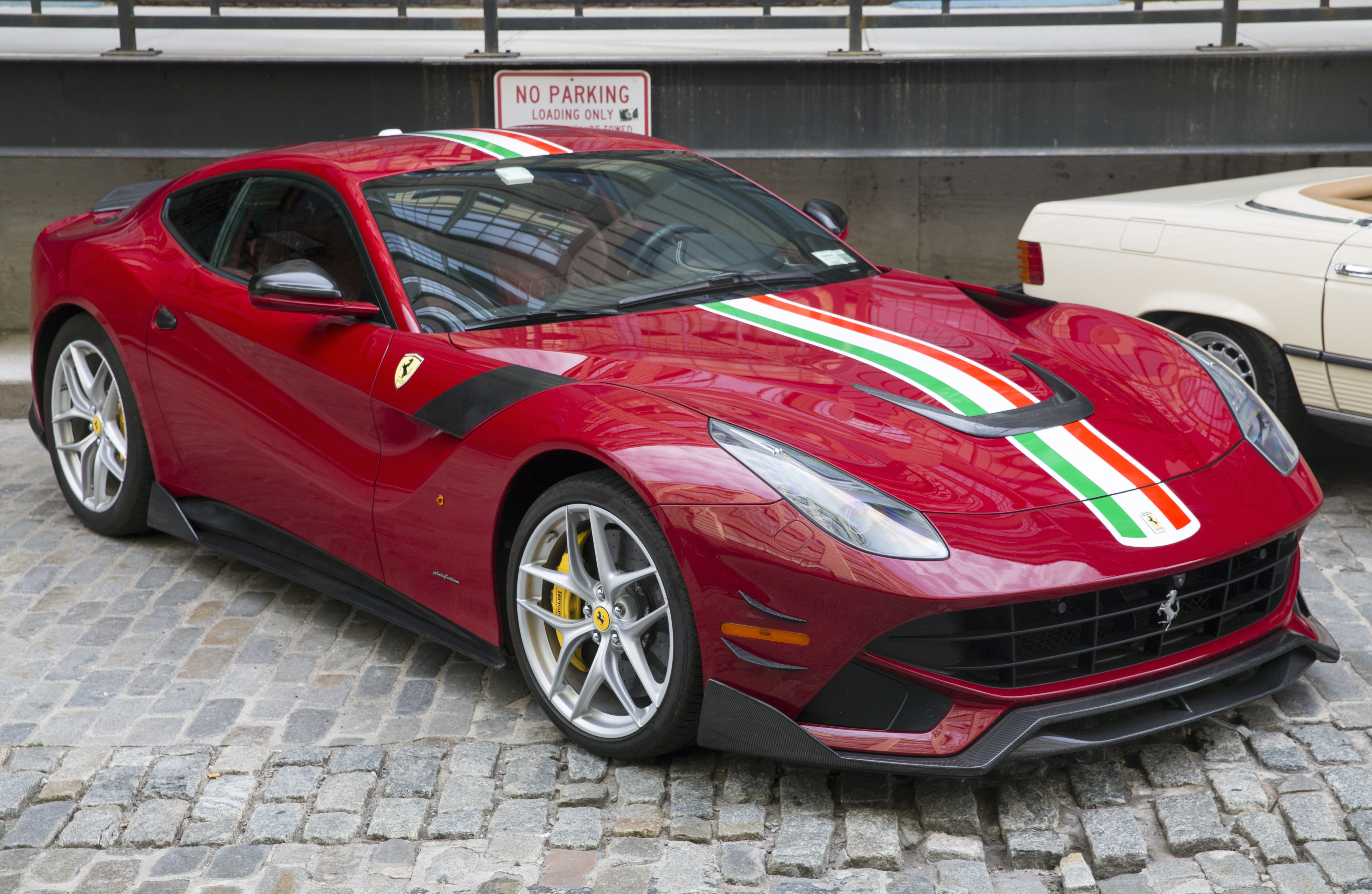
Ferrari F12berlinetta w USA

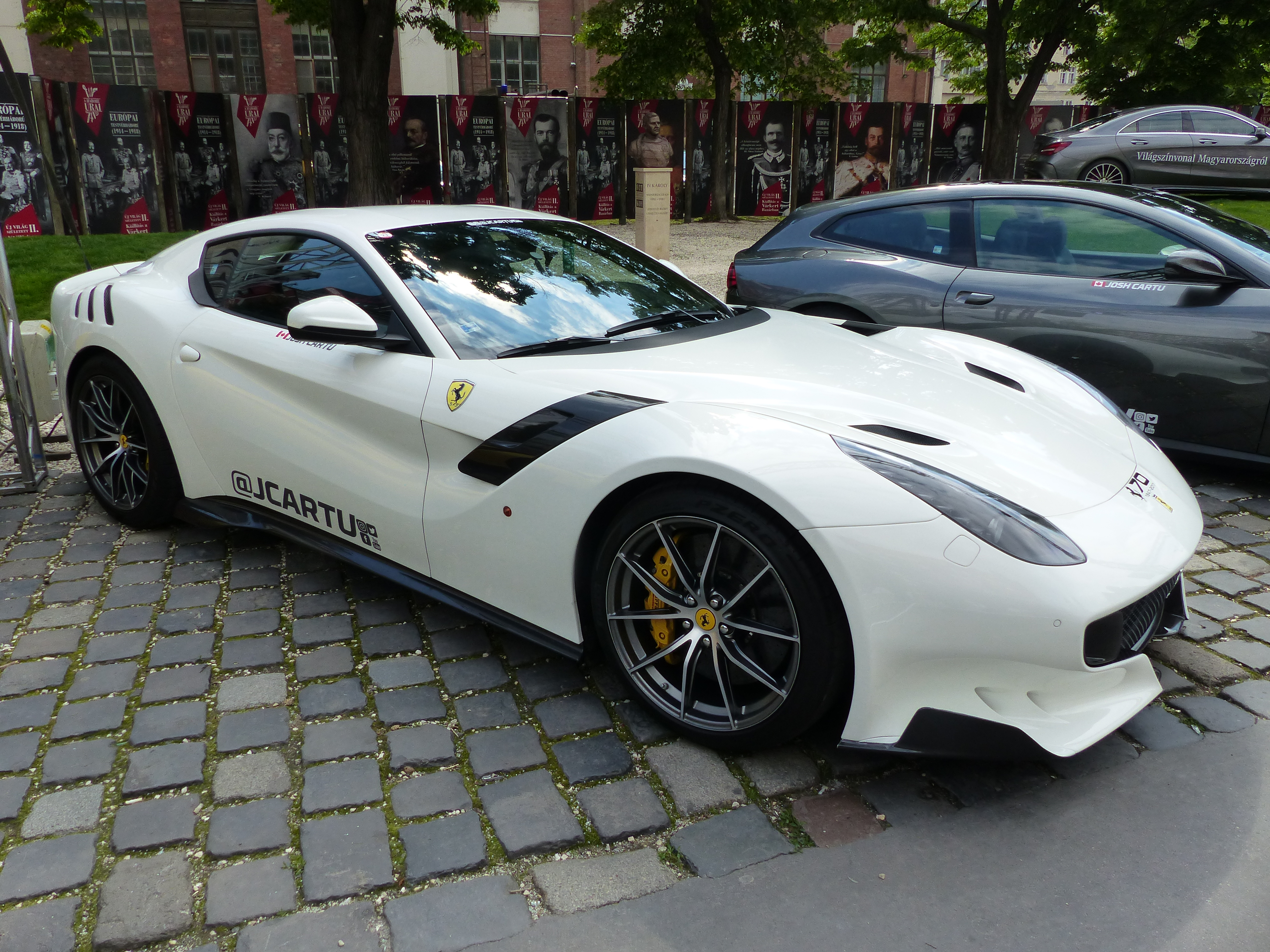
Ferrari F12tdf

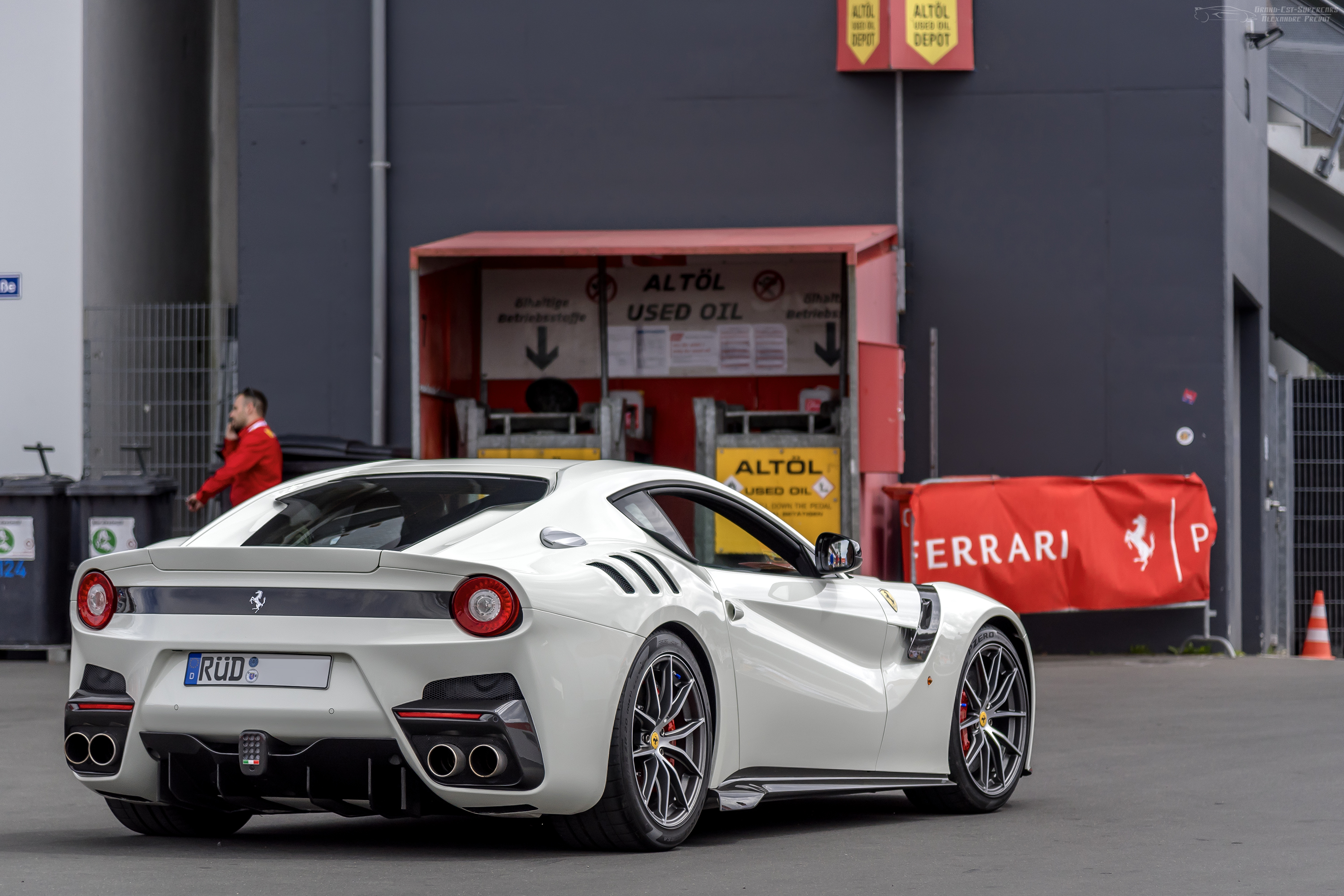
Ferrari F12tdf - tył

Samochód został zaprezentowany na Geneva Motor Show w marcu 2012 roku, zastępując model 599 GTB Fiorano. Dzięki zmniejszonemu rozstawowi osi oraz obniżeniu pozycji silnika, tablicy rozdzielczej oraz siedzeń, F12berlinetta uzyskał także niżej osadzony środek ciężkości w stosunku do dotychczas produkowanego poprzednika. Do konstrukcji zaprojektowanej przez firmę Scaglietti ramy przestrzennej użyto dwunastu różnych stopów aluminium (niektóre z nich po raz pierwszy znalazły zastosowanie w przemyśle motoryzacyjnym), dzięki czemu zwiększono sztywność nadwozia o 20% przy jednoczesnym obniżeniu masy samochodu.
Współczynnik oporu powietrza dla Ferrari F12berlinetta wynosi 0,299. Samochód wyposażono także w nową generację karbonowo-ceramicznych hamulców CCM3, aktywne magnetyczne zawieszenie SCM-E oraz E-Diff, ESP Premium i F1-Trac. Ponadto dla tego modelu opracowano także nowy trójwarstwowy odcień czerwonego lakieru o nazwie Rosso Berlinetta.
Dzięki zastosowaniu nowych rozwiązań aerodynamicznych (głównie dzięki tunelowi odprowadzającemu powietrze z krawędzi maski na bok auta oraz umieszczonym przy atrapie chłodnicy wlotom powietrza służącym schładzaniu hamulców a otwieranym dopiero przy określonej temperaturze) zwiększono docisk aerodynamiczny do 123 kg przy prędkości 200 km/h.
F12berlinetta w momencie debiutu była najszybszym modelem Ferrari w dotychczasowej historii włoskiej firmy - samochód napędzało wolnossące V12 o pojemności 6,2 litra, który umożliwiło rozpędzenie się do 100 km/h w 3,1 sekundy oraz osiągnięcie maksymalnej prędkości 340 km/h. Moc układu wyniosła 740 KM przy 690 Nm maksymalnego momentu obrotowego.

### F12tdf
W październiku 2015 roku włoskie przedsiębiorstwo przedstawiło topową, wyczynową odmianę F12berlinetty pod nazwą Ferrari F12tdf. Pod kątem wizualnym samochód przeszedł obszerny zakres zmian, zyskując przeprojektowany pas przedni z węższą atrapą chłodnicy poprowadzoną do krawędzi zderzaka, brak tylnych bocznych okienek na rzecz większych wlotów powietrza oraz inaczej wyglądający tył.
Pod kątem technicznym F12tdf napędził ten sam, co w F12berlinetta, benzynowy silnik typu V12 o pojemności 6,2 litra współpracujący z 7-biegową dwusprzęgłową automatyczną skrzynią biegów. Jednostka napędowa zyskała jednocześnie większą moc 780 KM, która pozwoliła rozpędzić się do 100 km/h w krótszym czasie 2,9 sekundy. Samochód zbudowany został w ściśle limitowanej serii ograniczonej do 799 egzemplarzy.

### Silnik
- V12 6.3l 740 KM

### Dane techniczne
- Typ silnika: 65° V12
- Pojemność: 6262 cm³ (6,3 l)
- Średnica cylindra x skok tłoka: 94 x 75,2 mm
- Stopień kompresji: 13,5:1
- Prędkość maksymalna: 350 km/h
- Moc maksymalna: 740 KM przy 8250 obr./min
- Maksymalny moment obrotowy: 690 Nm przy 6000 obr./min
- 0-100 km/h: 3,1 s